# Eurythyrea quercus
Eurythyrea quercus es una especie de escarabajo del género Eurythyrea, familia Buprestidae. Fue descrita científicamente por Herbst en 1780.